# Totero
Totero es una localidad del municipio de Santa María de Cayón (Cantabria, España). La localidad está situada a 150 metros de altitud, y a distancia de 1,9 kilómetros de la capital municipal Santa María de Cayón. En el año 2020 contaba con una población de 114 habitantes (INE) siendo la menos poblada de todo el municipio.
Totero está englobado en un entorno apropiado para el ocio y el turismo. Su proximidad a Santander, de le que le sepraran 23 km, ha hecho que las gentes de este pueblo no emigraran hacia otras zonas en busca de trabajo o estudio.[cita requerida]

## Economía
En lo que respecta a su entorno cultural, es preciso decir que ha sido una zona de dedicación ganadera, pero actualmente son pocos los que se dedican a ello ya que el ganadero intensivo y de grandes explotaciones ha hecho que el ganadero pequeño pierda terreno en cuanto a economía se refiere ya que al tener pocas cabezas de ganado es prácticamente imposible crear un excedente que le permita mantener una familiañ. Debido a ello las gentes de este pueblo se han visto obligadas a buscar trabajos en otra zona.

## Arquitectura civil
Es de interés su arquitectura civil pues exceptuando las construcciones más recientes, el estilo arquitectónico de sus casas es montañés. Destacan por ejemplo varias casas en los barrios de La Mora, La Corraliza y La Lastra, algunas de ellas con escudos heráldicos de la familia Obregón.
Antiguamente existió además una torre medieval citada en fuentes como el Memorial de Juan de Castañeda, torre que aún a mediados de siglo XVIII existía aunque en estado ruinoso. Esta se situaría previsiblemente en lo alto del pueblo sobre el barrio de La Mora, emplazamiento estratégico que domina buena parte del valle de Cayón y los accesos al valle de Carriedo.
Además, dicho pueblo posee dos casas rurales (La Corraliza y La Sierra). la primera de ellas situada en el centro de pueblo y la segunda en la zona alta del mismo.

## Personas destacadas
- María Sierra Penagos (Totero, 1890-1961), Ama de cría del Infante Jaime de Borbón y Battenberg.[1]
- Alonso de Obregón (Totero, siglo XVII), alcalde de Santander.[2]

## Gastronomía
Posee una rica gastronomía gracias a la presencia de dos mesones. El restaurante (La Castañalera) nos ofrece una gran variedad de productos y platos de corte extremeño. Además el restaurante La Granja en la carretera Sarón-Selaya con cocina tradicional cántabra.